# Bataille de la Sunomata-gawa
Guerre de Gempei
Batailles
- Uji (1re)
- Nara
- Ishibashiyama
- Fujigawa
- Sunomata
- Yahagigawa
- Hiuchi
- Kurikara
- Shinohara
- Mizushima (navale)
- Fukuryūji
- Muroyama
- Hōjūjidono
- Uji (2e)
- Awazu
- Ichi-no-Tani
- Kojima
- Yashima (navale)
- Dan-no-ura (navale)

La bataille de la Sumonata-gawa (墨俣川の戦い) est un épisode de la guerre de Gempei.
Le 25 avril 1181, Minamoto no Yukiie décide de tenter une attaque surprise dans la nuit en trouvant Taira no Tomomori et son armée directement en face de la sienne, de l'autre côté de la rivière de Sunomata. Les guerriers Minamoto traversent l'eau sans encombre et infiltrent les rangs ennemis mais leur embuscade échoue lorsque les Taira parviennent à distinguer leurs partisans secs de leurs adversaires trempés même dans la nuit. Yukiie et les autres survivants Minamoto sont repoussés de l'autre côté de la rivière.